# غریان، لیبی
غریان (به عربی: غریان) شهری در استان جبل غربی واقع در کشور لیبی است که جمعیت آن در سال ۲۰۱۰ میلادی ۳۸٫۴۰۲ نفر بوده‌است.